# Орхидометр

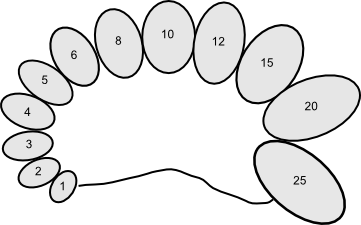
Схематическое изображение орхидометра

Орхидометр (или тестикулометр Прадера) — измерительный прибор, который предназначен для оценки объёма яичек.
Прибор был придуман в 1966 году швейцарским эндокринологом Андреа Прадером. Орхидометр представляет собой цепочку из двенадцати пронумерованных деревянных или пластиковых бусин, размер которых увеличивается от 1 до 25 миллилитров. Гранулы орхидометра сравниваются с яичками пациента, и объём считывается с шарика, который наиболее соответствует по размеру. Размер в препубертатный период составляет 1—3 мл, в период полового созревания — от 4 мл и выше, а у взрослых — от 12 до 25 мл.
Орхидометр может быть использован для точного определения размера яичек. Несоответствие размера яичка другим параметрам человека может быть важным ключом к выявлению различных заболеваний. Маленькие яички могут указывать на первичный или вторичный гипогонадизм. Размер яичка может помочь отличить различные виды преждевременного полового созревания. Поскольку рост яичек, как правило, является первым физическим признаком истинного полового созревания, одним из наиболее распространённых применений является подтверждение того, что у мальчика начинается задержка полового созревания.
Орхидометры также обычно используются для измерения объёма яичек у баранов.